# Liste der Lieder von Kali Uchis
Dies ist eine Übersicht der Lieder und Interpretationen der US-amerikanisch-kolumbianischen Sängerin Kali Uchis.

## #
| Titel                               | Autoren | Album     | Jahr |
| ----------------------------------- | --- | --------- | ---- |
| 4 Me (Don Toliver feat. Kali Uchis) | Caleb Toliver, Kali Uchis, Wesley Glass, Moses Davis, Pharrell Williams, Charles Hugo, Cleveland Browne, Billy Walsh | Love Sick | 2023 |
| 10% (feat. Kaytranada)              | Celestin, Kali Uchis, Colin Leonard, Mckinley Jackson, Melvin Steals, Mervin Steals                                  | Bubba     | 2019 |

## A
| Titel                                                       | Autoren | Album                                 | Jahr |
| ----------------------------------------------------------- | --- | ------------------------------------- | ---- |
| Adicto                                                      | Kali Uchis, Andy Seltzer, Vicky Farewell | Orquídeas Parte 2                     | 2024 |
| After the Storm (feat. Tyler, the Creator & Bootsy Collins) | Kali Uchis, Tyler Okonma, William Earl Collins, Matthew Tavares, Chester Hansen, Alexander Sowinski, Leland Whitty | Isolation                             | 2018 |
| //Aguardiente y limón %˘‿‿˘%                                | Kali Uchis, Mark Anthony Spears, Ricky Reed, Rogét Chahayed | Sin miedo (del amor y otros demonios) | 2020 |
| All I Can Say                                               | Kali Uchis, 54 Ultra, Vince Chiarito | Sincerely                             | 2025 |
| All Mine                                                    | Kali Uchis, Daniel Traynor, Alexander Schuckburgh, Grades | Red Moon in Venus                     | 2023 |
| Angel All Around Me…                                        | Kali Uchis, Leon Michels, Dylan Wiggins | Sincerely                             | 2025 |
| Ángel sin cielo                                             | Kali Uchis | Sin miedo (del amor y otros demonios) | 2020 |
| Angel                                                       | Kali Uchis, Jason Kirt Simeon Fleming | To Feel Alive                         | 2020 |
| Another Day In America (feat. Ozuna)                        | Andrea Mangiamarchi, Juan Carlos Ozuna Rosado, Alberto Carlos Melendez, Alejandro Borrero, Brandon Cores, Ivanni Rodríguez, Jorge Luis Perez, Jr., Kali Uchis, Leonard Bernstein, Manuel Colmenares, Stephen Sondheim | Non-Album-Track                       | 2021 |
| ¡Aquí yo mando! (feat. Rico Nasty)                          | Kali Uchis, Cristina Chiluiza, Maria-Cecilia Kelly, Servando Primera, Marco Masis, Jon Leone, RVNES, Albert Mendelez                                                                                                  | Sin miedo (del amor y otros demonios) | 2020 |
| Are You Feeling Sad? (feat. Little Dragn)                   | Erik Bodin, Fredrik Wallin, Håkan Wirenstrand, Kali Uchis, Yukimi Nagano | New Me, Same Us                       | 2020 |

## B
| Titel                        | Autoren                                         | Album             | Jahr |
| ---------------------------- | ----------------------------------------------- | ----------------- | ---- |
| Bad Life (feat. Omar Apollo) | Om'Mas Keith, Teo Halm, Noah Goldstein          | Non-Album-Track   | 2021 |
| Blue                         | Kali Uchis, Josh Crocker, Yussef Dayes          | Red Moon in Venus | 2023 |
| Body Language                | Kali Uchis, Thundercat, Om'Mas Keith            | Isolation         | 2018 |
| Breeze                       | Kali Uchis, Alexander Shuckburgh, Dylan Wiggins | Sincerely         | 2025 |

## C
| Titel                        | Autoren                                                                                             | Album                       | Jahr |
| ---------------------------- | --------------------------------------------------------------------------------------------------- | --------------------------- | ---- |
| Call Me                      | Kali Uchis, Tyler Okonma                                                                            | Por Vida                    | 2015 |
| Caramelo Duro (feat. Miguel) | Pimentel, Kali Uchis, Mostyn                                                                        | War & Leisure               | 2017 |
| Chimichanga                  | Kali Uchis                                                                                          | Drunken Babble              | 2012 |
| Coming Home                  | Kali Uchis, Mark Spears, Greg Kurstin                                                               | Isolation                   | 2018 |
| ¿Como Así?                   | Mark Spears, Matthew „M-Tech“ Bernard, Richard Isong, Samuel Awuku, Sammy Soso, Austen Jux-Chandler | Orquídeas/Orquídeas Parte 2 | 2024 |
| Como Debe Ser                | Kali Uchis, Julio Reyes Copello                                                                     | Orquídeas Parte 2           | 2024 |
| Como te quiero yo            | Kali Uchis, Cristina Chiluiza, Alberto Melendez, Brandon Cores, Manuel Lara, Albert Hype, Lara      | Red Moon in Venus           | 2023 |

## D
| Titel                                                       | Autoren | Album                                 | Jahr |
| ----------------------------------------------------------- | --- | ------------------------------------- | ---- |
| Daggers!                                                    | Kali Uchis, Josh Crocker, Tom Henry | Sincerely                             | 2025 |
| Dame Besó / Muévete                                         | Kali Uchis, Martin Rodríguez Vicente, Giancarlo Calderon, Guillermo Parra, Austen Jux-Chandler                                          | Orquídeas/Orquídeas Parte 2           | 2024 |
| Damn Right (Jennie Kim feat. Kali Uchis & Childish Gambino) | Jennie Kim, Kali Uchis, Donald Glover, Jean Day Jr., Samuel Gloade, Michael Williams II, Bourelly, Ariowa Irosogie                      | Ruby                                  | 2025 |
| Dead to Me                                                  | Kali Uchis | Isolation                             | 2018 |
| De nadie                                                    | Kali Uchis, Cristina Chiluiza, Dwayne Chin-Quee, Joan Ortiz Espada, Manuel Lara, Tainy                                                  | Sin miedo (del amor y otros demonios) | 2020 |
| Deserve Me (feat. Summer Walker)                            | Kali Uchis, James Colwell, LaRocca, Nija Charles, Tayla Parks, Ebony Oshunrinde, Summer Walker, Aaron Cheung, Aaron Paris, WahWah James | Red Moon in Venus                     | 2023 |
| Diosa                                                       | Kali Uchis, Ayanna, Matthew „M-Tech“ Bernard, Mark Spears, Victor Ekpo, Richard Isong, Samuel Awuku, Austen Jux-Chandler                | Orquídeas/Orquídeas Part 2            | 2024 |
| Divine (feat. GoldLink)                                     | GoldLink | The God Complex                       | 2014 |
| Dream                                                       | Kali Uchis | Drunken Babble                        | 2012 |
| Drugs N Hella Melodies (feat. Don Toliver)                  | Toliver, Kali Uchis, Dacoury Natche, Carlos Muñoz, Wiggins                                                                              | Life of a Don                         | 2021 |

## E
| Titel                    | Autoren                                     | Album                 | Jahr |
| ------------------------ | ------------------------------------------- | --------------------- | ---- |
| El Ratico (feat. Juanes) | Juan Esteban Aristizábal Vásquez            | Mis planes son amarte | 2017 |
| Endlessly                | Kali Uchis, Rodney Jerkins, Marvin Hemmings | Red Moon in Venus     | 2023 |

## F
| Titel | Autoren                                                                               | Album                                 | Jahr |
| --- | ------------------------------------------------------------------------------------- | ------------------------------------- | ---- |
| Fall Apart,                                                                                              | Kali Uchis, Josh Crocker, Alex Goose                                                  | Sincerely                             | 2025 |
| Fantasy (feat. Don Toliver)                                                                              | Kali Uchis, Caleb Zackery Toliver, Jahaan Sweet, P2J                                  | Red Moon in Venus                     | 2023 |
| Find Your Wings (feat. Tyler, the Creator, Roy Ayers & Syd)                                              | Tyler Okonma                                                                          | Cherry Bomb                           | 2015 |
| Flight 22                                                                                                | Kali Uchis, Wayne Gordon, Autumn Rowe                                                 | Isolation                             | 2018 |
| For: You                                                                                                 | Kali Uchis, Jeff Hazin, Nick Ferraro, Dylan Wiggins                                   | Sincerely                             | 2025 |
| Fucking Young / Perfect (Tyler, the Creator feat. Charlie Wilson, Chaz Bundick, Syd Benett & Kali Uchis) | Kali Uchis, Tyler Gregory Okonma                                                      | Cherry Bomb                           | 2015 |
| Fue mejor (Acoustic)                                                                                     | Kali Uchis, Kahron Anthony Brathwaite, Andrea Mangiamarchie, Jahaan Sweet, Ray Nelson | Sin miedo (Acoustic)                  | 2020 |
| Fue mejor (feat. PartyNextDoor)                                                                          | Kali Uchis, Jahaan Sweet, Jahron Anthony Brathwaite, Andrea Mangiamarchi, Ray Nelson  | Sin miedo (del amor y otros demonios) | 2020 |
| Fue mejor (feat. SZA)                                                                                    | Kali Uchis, Jr., Jahaan Akil Sweet, Solána Rowe, Andrea Mangiamarchi, Ray Nelson      | Sin miedo (del amor y otros demonios) | 2020 |

## G
| Titel                         | Autoren                                     | Album          | Jahr |
| ----------------------------- | ------------------------------------------- | -------------- | ---- |
| Get You (feat. Daniel Caesar) | Jordan Evans, Matthew Burnett               | Freudian       | 2016 |
| Good to You                   | Kali Uchis                                  | Drunken Babble | 2012 |
| Gotta Get Up                  | Kali Uchis, Harry Rabinowitz, Dave Richmond | Isolation      | 2018 |

## H
| Titel                       | Autoren                                                                                           | Album                      | Jahr |
| --------------------------- | ------------------------------------------------------------------------------------------------- | -------------------------- | ---- |
| Happy Now                   | Kali Uchis, Mark Anthony Spears, Khalil Abdul-Rahman, Ringgo Acheta, Dan Seeff, Sam Barsh, Mndsgn | Red Moon in Venus          | 2023 |
| Hasta Cuando                | Kali Uchis, Cristina Chiluiza, Alberto Melendez, Brandon Cores, Lara, Albert Hype                 | Red Moon in Venus          | 2023 |
| Heaven Is a Home…           | Kali Uchis, Jeff Hazin, Nick Ferraro, Dylan Wiggins                                               | Sincerely                  | 2025 |
| Heladito                    | Kali Uchis, Josh Crocker, Austen Jux-Chandler                                                     | Orquídeas/Orquídeas Part 2 | 2024 |
| He Unkin                    | Kali Uchis                                                                                        | Drunken Babble             | 2012 |
| Hey Boy (feat. Omar Apollo) | Omar Apollo, Kali Uchis                                                                           | Apolonio                   | 2020 |
| Honey Baby (Spoiled!)       | Kali Uchis, Aja Grant, Joe Thornalley                                                             | To Feel Alive              | 2020 |

## I
| Titel                                 | Autoren                                                                                     | Album                      | Jahr |
| ------------------------------------- | ------------------------------------------------------------------------------------------- | -------------------------- | ---- |
| Igual que un Ángel (feat. Peso Pluma) | Kali Uchis, Manuel Lorente, Carter Lang, Dylan Wiggins, Jean Rodríguez, Austen Jux-Chandler | Orquídeas/Orquídeas Part 2 | 2024 |
| ILYSMIH                               | Kali Uchis, Josh Crocker, Dylan Wiggins                                                     | Sincerely                  | 2025 |
| Inhale                                | Kali Uchis                                                                                  | Drunken Babble             | 2012 |
| In My Dreams (feat. Gorillaz)         | Kali Uchis, Damon Albarn                                                                    | Isolation                  | 2018 |
| In My Garden…                         | Kali Uchis                                                                                  | Red Moon in Venus          | 2023 |
| It's Just Us                          | Kali Uchis, David Burke                                                                     | Sincerely                  | 2025 |
| i want war (BUT I NEED PEACE)         | Kali Uchis, Mark Spears, Rogét                                                              | To Feel Alive              | 2020 |
| I Wish You Roses                      | Kali Uchis, Josh Crocker, Dylan Wiggins                                                     | Red Moon in Venus          | 2023 |

## J
| Titel                              | Autoren                               | Album     | Jahr |
| ---------------------------------- | ------------------------------------- | --------- | ---- |
| Just a Stranger (feat. Steve Lacy) | Kali Uchis, Steve Lacy, Romil Hemnami | Isolation | 2018 |

## K
| Titel            | Autoren                   | Album     | Jahr |
| ---------------- | ------------------------- | --------- | ---- |
| Killer           | Kali Uchis, Wayne Gordon  | Isolation | 2018 |
| Know What I Want | Kali Uchis, Jason Fleming | Por Vida  | 2014 |

## L
| Titel                            | Autoren | Album                                 | Jahr |
| -------------------------------- | --- | ------------------------------------- | ---- |
| Labios Mordidos (feat. Karol G)  | Kali Uchis, Karol G, Cristina Chiluiza, Brandon Cores, Manuel Lara, Alberto Melendez, Albert Hype, Austen Jux-Chandler | Orquídeas/Orquídeas Parte 2           | 2024 |
| La luna enamorada                | Luis Chanivecky | Sin miedo (del amor y otros demonios) | 2020 |
| La luz (Fín) (feat. Jhay Cortez) | Kali Uchis, Jhay Cortez, Tainy                                                                                         | Sin miedo (del amor y otros demonios) | 2020 |
| La Única                         | Kali Uchis | Non-Album-Track                       | 2022 |
| Lean on You                      | Kali Uchis | Drunken Babble                        | 2012 |
| Like a Fool                      | Kali Uchis, Crocker | Isolation                             | 2018 |
| Loner                            | Kali Uchis, Caleb Stone                                                                                                | Por Vida                              | 2015 |
| Lose My Cool,                    | Kali Uchis, Josh Crocker                                                                                               | Sincerely                             | 2025 |
| Lottery                          | Kali Uchis, Alex Epton, Michael Denne, Kenneth Gold                                                                    | Por Vida                              | 2015 |
| Love Between…                    | Kali Uchis, Leon Moore, Josh Crocker                                                                                   | Red Moon in Venus                     | 2023 |

## M
| Titel                                      | Autoren | Album                               | Jahr |
| ------------------------------------------ | --- | ----------------------------------- | ---- |
| Melting                                    | Kali Uchis, Alex Epton, Dexter Tortoriello, Thomas Pentz | Por Vida                            | 2015 |
| Me Pongo Loca                              | Kali Uchis, Matthew „M-Tech“ Bernard, Mark Spears, Richard Isong, Samuel Awuku, Sammy Soso, Austen Jux-Chandler                                                                                          | Orquídeas/Orquídeas Parte 2         | 2024 |
| Me Tengo Que Ir (Karol G feat. Kali Uchis) | Karol G, Kali Uchis, Alejandro Ramírez Suárez, Joel Iglesias, Austen Jux-Chandler | Mañana Será Bonito (Bichota Season) | 2023 |
| Miami (feat. Bia)                          | Kali Uchis, Bianca Miquela Landrau, David Andrew Sitek, Om'Mas Keith, Dacoury Natche | Isolation                           | 2018 |
| Moonlight                                  | Kali Uchis, Magnus Høiberg, Benjamin Levin, Leon Michels | Red Moon in Venus                   | 2023 |
| Moral Conscience                           | Kali Uchis, Dylan Wiggins | Red Moon in Venus                   | 2023 |
| Mucho Gusto                                | Kali Uchis | Drunken Babble                      | 2012 |
| Muñekita (feat. El Alfa & JT)              | Kali Uchis, Jatavia Shakara Johnson, Mazzarri, Francisco Reynaldo Briceño Villa, FABV, Emanuel Herrera Batista, Lorna Zarina Aponte Acosta, Rodney Sebastian Clark Donalds, Chael Eugenio Betances Alejo | Orquídeas/Orquídeas Parte 2         | 2023 |

## N
| Titel                                      | Autoren | Album                                 | Jahr |
| ------------------------------------------ | --- | ------------------------------------- | ---- |
| Never Be Yours                             | Kali Uchis | Drunken Babble                        | 2012 |
| No eres tú (Soy yo)                        | Kali Uchis, Cristina Chiluiza, Luis Figueroa Roig, Jon Leone, Manuel Lara, Tainy                                                                                                   | Sin miedo (del amor y otros demonios) | 2020 |
| No Hay Ley                                 | Kai Uchis, Christian Andrés Salazar, Cristina Chiluiza, Daniel Echavarria Oviedo, Jack Latham, Pablo Diaz-Reixa, Servando Mussett                                                  | Non-Album-Track                       | 2022 |
| No Hay Ley, Parte 2 (feat. Rauw Alejandro) | Kali Uchis, Raúl Alejandro Ocasio Ruiz, Cristina Chiluiza, Pablo Díaz-Reixa, Jack Latham, Marco Efraín Masís Fernández, Daniel Echavarría Oviedo, Servando Primera Mussett, Pasqué | Orquídeas/Orquídeas Parte 2           | 2024 |
| Not Too Late                               | Kali Uchis, Clairmont II Humphrey | Red Moon in Venus                     | 2023 |
| Nuestra Planeta (feat. Reykon)<            | Kali Uchis, Reykon, Bryan Chaverra, Kevin Londoño, Marta Llorente, Jairo Torres | Isolation                             | 2018 |

## O
| Titel                      | Autoren                                   | Album            | Jahr |
| -------------------------- | ----------------------------------------- | ---------------- | ---- |
| On Edge (feat. Snoop Dogg) | League of Starz                           | That's My Work 3 | 2014 |
| Only Girl                  | Kali Uchis, Louis Celestin, Vince Staples | Non-Album-Track  | 2016 |

## P
| Titel                   | Autoren                                                                    | Album                       | Jahr |
| ----------------------- | -------------------------------------------------------------------------- | --------------------------- | ---- |
| Pay Day                 | Kali Uchis                                                                 | Drunken Babble              | 2012 |
| Pensamientos Intrusivos | Kali Uchis, Carter Lang, Nolan Lambroza, Westen Weiss, Austen Jux-Chandler | Orquídeas/Orquídeas Parte 2 | 2024 |
| Perdiste                | Kali Uchis, Mark Spears, Richard Isong                                     | Orquídeas/Orquídeas Parte 2 | 2024 |

## Q
| Titel                | Autoren                                                | Album                                 | Jahr |
| -------------------- | ------------------------------------------------------ | ------------------------------------- | ---- |
| Que te pedí//        | Fernando Lopez Mulens, Gabriel Luna De La Fuente       | Sin miedo (del amor y otros demonios) | 2020 |
| Quiero sentirme bien | Kali Uchis, Erik Bodin, Kurtis McKenzie, Yukimi Nagano | Sin miedo (del amor y otros demonios) | 2020 |

## R
| Titel       | Autoren                                                                         | Album          | Jahr |
| ----------- | ------------------------------------------------------------------------------- | -------------- | ---- |
| Ridin Round | Kali Uchis, Alexander Ben-Abdallah, Fleming                                     | Por Vida       | 2015 |
| Roll up     | Kali Uchis                                                                      | Drunken Babble | 2012 |
| Rush        | Kali Uchis, Alexander Sowinski, Chester Hansen, Matthew Tavares, Kevin Celestin | Por Vida       | 2015 |

## S
| Titel                                                                      | Autoren                                                                                             | Album                                 | Jahr |
| -------------------------------------------------------------------------- | --------------------------------------------------------------------------------------------------- | ------------------------------------- | ---- |
| Sad Girlz Luv Money (Amaarae & Moliy feat. Kali Uchis)                     | Ama Serwah Genfi, Molly Ama Montgomery, Onaduja Reuben Yinka                                        | Non-Album-Track                       | 2020 |
| Sad Girlz Luv Money (Remix)                                                | Ama Serwah Genfi, Molly Ama Montgomery, Onaduja Reuben Yinka                                        | Non-Album-Track                       | 2021 |
| Sad Girlz Luv Money (Vigro Deep Amapiano Remix) (feat. Moliy & Kali Uchis) | Ama Serwah Genfi, Kali Uchis, Molly Ama Montgomery, Onaduja Reuben Yinka                            | Non-Album-Track                       | 2022 |
| See You Again (Tyler, the Creator feat. Kali Uchis)                        | Tyler Okonma                                                                                        | Flower Boy                            | 2017 |
| She's My Collar (feat. Gorillaz)                                           | Kali Uchis, Murdoc Niccals, 2-D, Noodle, Russel Hobbs, Damon Albarn, Jamie Hewlett, Remi Kabaka Jr. | Humanz                                | 2017 |
| Silk Lingerie,                                                             | Kali Uchis, Joseph Winger Thornalley, Dylan Wiggins                                                 | Sincerely                             | 2025 |
| Simple                                                                     | Kali Uchis, Jeff Hazin, Nick Ferraro, Stacey Shopsowitz                                             | Orquídeas Parte 2                     | 2024 |
| Solita                                                                     | Kali Uchis, Anthony Clemons, Jr., Jahaan Akil Sweet, Rupert Thomas Jr., Tainy                       | Sin miedo (del amor y otros demonios) | 2020 |
| Speed                                                                      | Kali Uchis, Tyler Okonma                                                                            | Por Vida                              | 2015 |
| Sugar! Honey! Love!                                                        | Kali Uchis, The Outfit                                                                              | Sincerely                             | 2025 |
| Sunset                                                                     | Kali Uchis                                                                                          | Drunken Babble                        | 2012 |
| Sunshine and Rain…                                                         | Kali Uchis, Dylan Wiggins                                                                           | Sincerely                             | 2025 |
| Sycamore Tree                                                              | Kali Uchis                                                                                          | Por Vida                              | 2015 |

## T
| Titel                                          | Autoren | Album                                            | Jahr |
| ---------------------------------------------- | --- | ------------------------------------------------ | ---- |
| Table For Two                                  | Kali Uchis                                                                                                  | Drunken Babble                                   | 2012 |
| Telepatía                                      | Kali Uchis, Christina Chiluiza, Servando Primera, Manuel Lara, Melendez, Tainy                              | Sin miedo (del amor y otros demonios)            | 2021 |
| Telepatía (Acoustic)                           | Kali Uchis, Cristina Chiluiza, Melendez, Manuel Lara, Marco Masis                                           | Sin miedo (Acoustic)                             | 2021 |
| Territorial                                    | Kali Uchis, Jeff Hazin, Nick Ferraro                                                                        | Sincerely                                        | 2025 |
| The Mata                                       | Kali Uchis, Manuel Lara, Josh Crocker, Julián Bernal                                                        | Orquídeas/Orquídeas Parte 2                      | 2023 |
| Te pongo mal (Préndelo) (feat. Jowell & Randy) | Kali Uchis, Cristina Chiluiza, Joel Muñox, Manuel Lara, Miguel Ángel Durán, Jr., Randy Ortiz Acevedo, Tainy | Sin miedo (del amor y otros demonios)            | 2020 |
| The Turn                                       | Kali Uchis                                                                                                  | The Turning (Original Motion Picture Soundtrack) | 2020 |
| Three Pills                                    | Kali Uchis                                                                                                  | Drunken Babble                                   | 2012 |
| Ticker Tape (feat. Gorillaz & Carly Simon)     | Gorillaz, Carly Simon, Kali Uchis                                                                           | Humanz                                           | 2017 |
| Tiger Lily                                     | Kali Uchis                                                                                                  | Drunken Babble                                   | 2012 |
| Time (feat. Free Nationals & Mac Miller)       | Mac Miller, Kali Uchis                                                                                      | Free Nationals                                   | 2019 |
| Tirano (feat. Fuego)                           | Kali Uchis, Miguel Ángel Durán Jr.                                                                          | Non-Album-Track                                  | 2017 |
| To Feel Alive                                  | Kali Uchis                                                                                                  | To Feel Alive                                    | 2020 |
| Tu Corazón Es Mío                              | Kali Uchis, Jakob Rabitsch, Manuel Lara, Irvin Mejia, Pasqué                                                | Orquídeas/Orquídeas Parte 2                      | 2024 |
| T.Y.W.I.G.                                     | Kali Uchis                                                                                                  | Drunken Babble                                   | 2012 |
| Tyrant (feat. Jorja Smith)                     | Kali Uchis, Jorja Smith, Mark Spears, Larrance Dopson, Jairus Mozee                                         | Isolation                                        | 2017 |

## V
| Titel                    | Autoren                  | Album                                 | Jahr |
| ------------------------ | ------------------------ | ------------------------------------- | ---- |
| Vaya con Dios            | Kali Uchis, Josh Crocker | Sin miedo (del amor y otros demonios) | 2020 |
| Vaya con Dios (Acoustic) | Kali Uchis, Josh Crocker | Sin Miedo (Acoustic)                  | 2020 |

## W
| Titel                                 | Autoren                                                    | Album                | Jahr |
| ------------------------------------- | ---------------------------------------------------------- | -------------------- | ---- |
| Wave (feat. Major Lazer)              | Thomas Pentz, Philip Meckseper, Kali Uchis, Victor Axelrod | Peace is the Mission | 2015 |
| What They Say                         | Kali Uchis                                                 | Drunken Babble       | 2012 |
| Worth My While (feat. Bootsy Collins) | Bootsy Collins, J. Williams, Kali Uchis                    | World Wide Funk      | 2017 |
| Worth the Wait (feat. Omar Apollo)    | Kali Uchis, Omar Apollo, Vicky Nguyen, Jason Pounds        | Red Moon in Venus    | 2023 |

## Y
| Titel                                    | Autoren                                                                | Album                       | Jahr |
| ---------------------------------------- | ---------------------------------------------------------------------- | --------------------------- | ---- |
| Yellow                                   | Tyler Okonma                                                           | Cherry Bomb                 | 2015 |
| You Just Wanna Stay                      | Kali Uchis                                                             | Drunken Babble              | 2012 |
| Young, Rich & in Love                    | Kali Uchis, Kaytranada, Irvin Mejia, Jakob Rabitsch, Pasqué            | Orquídeas/Orquídeas Parte 2 | 2024 |
| Young, Rich & in Love (Kaytranada Remix) | Kali Uchis, Kaytranada, Irvin Mejia, Jakob Rabitsch, Pasqué            | Orquídeas Parte 2           | 2024 |
| Your Teeth in My Neck                    | Kali Uchis, Afolabi Osinulu, Asa Davis, Kevin Arcilla, Kyle D. Branham | Isolation                   | 2018 |